# Agusalu
Koordinaten: 59° 6′ N, 27° 39′ O
Agusalu ist ein Dorf (estnisch küla) in der Landgemeinde Alutaguse (bis 2017 Illuka). Es liegt im Kreis Ida-Viru (Ost-Wierland) im Nordosten Estlands.

## Beschreibung und Geschichte
Das Dorf hat 16 Einwohner (Stand 2011).
Agusalu wurde erstmals 1853 urkundlich verzeichnet. Sechs Jahre später wohnten in dem Dorf 190 Menschen.
Bei Naturliebhabern ist Agusalu wegen seines ausgedehnten Moorgebiets bekannt. Das seit 1981 bestehende Schutzgebiet mit seiner Sumpflandschaft ist 2,7 Quadratkilometer groß. In der sumpfigen Waldlandschaft von Agusalu liegen die beiden Seen Agusalu järv (6,3 Hektar) und Väike Agusalu järv (4 Hektar).